# Давидов, Александар
Але́ксандар Да́видов (серб. Aлекcaндap Давидов / Aleksandar Davidov; 7 октября 1983) — сербский футболист, левый полузащитник клуба «Бачка-Топола».

## Карьера

### Клубная
Большую часть карьеры провёл в «Хайдуке» из Кулы, в составе которого отыграл 154 игры и 18 раз забил голы. Один раз в 2004 году отправлялся в аренду в команду «Текстилац». С 2010 года заявлен за «Партизан», в составе которого принял участие в Лиге чемпионов 2010/11.

### В сборной
Ранее играл за молодёжную сборную Сербии и Черногории, но не попал ни на афинскую, ни на пекинскую Олимпиаду. В составе первой сборной дебютировал 9 апреля 2010 года в контрольной игре с Японией.

## Достижение
- Чемпион Сербии: 2012/13